# Dryżyna
Dryżyna – wieś w Polsce położona w województwie lubuskim, w powiecie wschowskim, w gminie Szlichtyngowa.

## Historia
Wieś istnieje co najmniej od drugiej początku XIV wieku. Wymieniona w łacińskim z 1395 jako „Drisiny”, 1420 „Ottendorf”, 1437 „Othendorw”, 1499 „Draszyna”, 1512 „Drazina”, 1531 „Drezyna”, 1563 „Dreszina”, 1567 „Drezina”, w 1944 w okresie III Rzeszy „Attendorf”.
Wieś leżała na pograniczu Wielkopolski oraz Dolnego Sląska przy granicy Korony Królestwa Polskiego z księstwie głogowskim. W 1531 należała do powiatu wschowskiego Korony Królestwa Polskiego. W 1376 leżała w parafii Wyszanów w archidiecezji wrocławskiej archidiakonatu Głogów.
Miejscowość była początkowo własnością szlachecką należącą do rodów Ottendorfów, Kotwiczów oraz Górczyńskich szlachty z pogranicza Śląska i Wielkopolski. W 1395 odnotowany został Jarand z Dryżyny, który wraz z Henką macochą oraz siostrą Materny był w sporze ze swoim bratem z Bojanic Sędziwojem Wyskotą. W 1408 obaj toczyli kolejny spór o posag po matce. W 1437 źródła odnotowały proces sądowy o nieznanym przedmiocie sprawy pomiędzy szlachcicami Konradem Kotwiczem z Dryźyny oraz Maciejem Borkiem Osieckim. W 1438 Konrad oskarżył Macieja o rabunek 26 sztuk bydła rogatego oraz 200 owiec.
W latach 1409-1425 jako właściciel we wsi notowany był rajca oraz ławnik w Poznaniu Konrad Ottendorf lub Ottindorf. W 1499 Jerzy oraz Jan Kotwicze dziedzice wsi Górczyna zostali skazani na karę 14 grzywien za odmowę zapłaty podatku królewskigo po jednej grzywnie od wsi, a także wiardunków królewskich od łanów ze wsi Górczyna i Dryżyna. W 1512 Jan Górczyński dziedzic wsi Górczyna sprzedał z zastrzeżeniem prawa odkupu szlachciance Judycie Toszewej (oryg. zapis „Thosszewa”) czynsz w wysokości 4 kop groszy polskich od wymienionych imiennie kmieci we wsi Dryżyna: Marcina i Hanusza Szolców (oryg. „Scholcz”), Michała Cunretha oraz Szymona i Matisa Pacoltów (oryg. „Paczolth”)za 100 florenów węgierskich.
W 1528 okolice miejscowości opisane zostały w recesie granicznym, czyli opisie granic Wielkopolski ze Śląskiem. Wymieniona została droga biegnąca z Góry na Śląsku do Głogowa, stanowiąca, począwszy od brodu zwanego „Hundsloch”, granicę pomiędzy wsią Dryżyna w Koronie Królestwa Polskiego oraz wsią Bartodzieje na Śląsku (wówczas nazywała się „Czayper”, a w 1944 „Zeipper”). Granicę wyznaczała również droga od brodu zwanego „Faulbrig”, która prowadziła do Wschowy po prawej stronie boru zwanego „Ottendorffheide”, stanowiącego granicę pomiędzy wsiami Dryżyna w powiecie wschowskim, a wsią zapisaną jako „Szvusch” (obecnie Wyszanów) na Śląsku.
Miejscowość odnotowano również w historycznych rejestrach poborowych. W 1531 we wsi pobrano podatki z 14 łanów oraz od karczmy. W 1535 z 14,5 łana i 5 prętów oraz od karczmy. W 1563 miał miejsce pobór z 16 łanów oraz 10,5 pręta, jednego młyna walnego o jednym kole wodnym znajdującego się w rocznej dzierżawie, dzierżawionego wiatraka należącego do dziedzica, a także od jednego rzemieślnika oraz od 7 komorników. W 1566 płatnikiem poboru był Sebastian Kotwicz, który zapłacił z 17 łanów bez połowy pręta, od wiatraka, jednego młyna wodnego o jednym kole, kowala, 14 zagrodników oraz 8 komorników. W 1567 pobrano podatki z 16 łanów i 10,5 pręta, korzecznego czyli stojącego na rzece, młyna wodnego o jednym kole, wiatraka oraz od dwóch rzemieślników, 11 zagrodników i 5 komorników. Trzech zagrodników miało swoje domy mieszkalne w Wielkopolsce, ale role i wodę na Śląsku. W 1579 podatki pobrane zostały z 16 łanów i 5 prętów, od 11 zagrodników z rolami, 7 wolnych, jednego rataja robotnika najemnego od dwóch pługów, 4 rzemieślników, 9 komorników z bydłem, 23 komorników bez bydła, pasterza z 132 owcami, jednego młyna wodnego o jednym kole.
Do czasu rozbiorów leżała w Rzeczypospolitej Obojga Narodów. Wskutek II rozbioru Polski w 1793, miejscowość przeszła pod władanie Prus i jak cała Wielkopolska znalazła się w zaborze pruskim.
W latach 1975–1998 miejscowość administracyjnie należała do województwa leszczyńskiego.

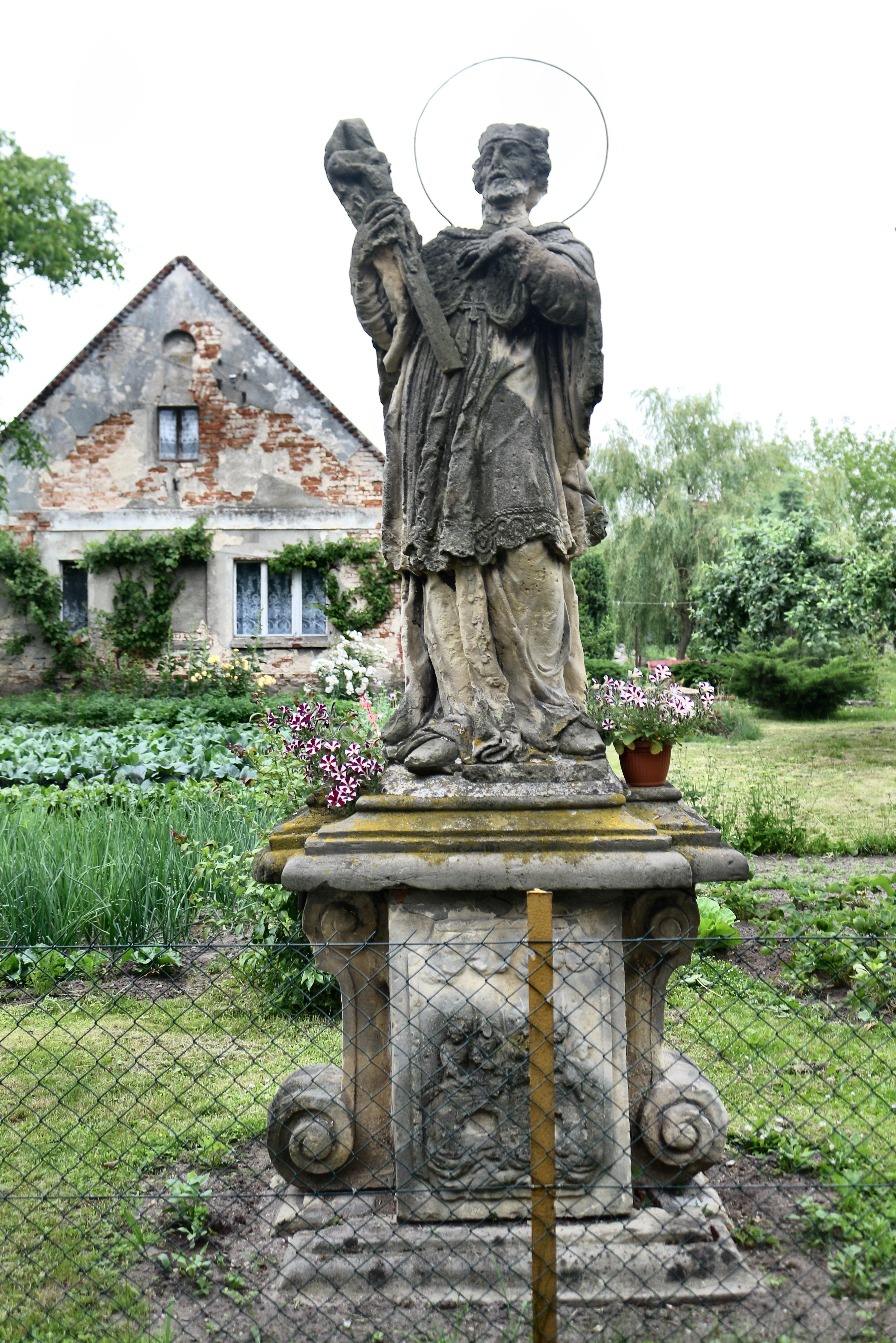
Figura Jana Nepomucena

W miejscowości był przystanek kolejowy Dryżyna.

## Zabytki
Do wojewódzkiego rejestru zabytków wpisana jest stodoła, szachulcowa, z XIX wieku.